# Известия Юга
Известия Юга — газета, выходившая в Харькове в 1917—1918 годах. Орган Харьковского совета рабочих и солдатских депутатов и областного комитета Донецкого и Криворожского бассейнов.

## История
Стала наследницей выходившей в Харькове с 4 марта 1917 года газеты «Известия Харьковского совета рабочих и солдатских депутатов», которая с 16 июня 1917 года (№ 85) начала издаваться под названием «Известия Юга».
4 апреля 1918 года выпуск газеты был прекращён из-за оккупации Харькова войсками кайзеровской Германии. Всего было выпущено 43 номера.

## Характеристика
Редактором был Л. Я. Любимов (4 марта — 19 декабря 1917 (1 января 1918)).